# VESA
Video Electronics Standards Association, VESA — ассоциация стандартизации видеоэлектроники, основанная в 1989 году компанией NEC Home Electronics и восемью другими производителями видеоадаптеров. Первоначальной задачей ставилось создание стандарта SVGA (800x600 пикселей) для видеодисплеев. После этого VESA продолжила создавать стандарты, в основном относящиеся к функционированию видеопериферии в IBM-совместимых компьютерах.

## Некоторые стандарты, созданные VESA
- VESA DDC — цифровая шина (I²C) для обмена служебными данными между монитором и видеокартой; присутствует даже в мониторах, выпущенных в конце XX века
- VESA Feature connector — разъём устаревшей 8-битной шины для связи между видеокартой и какой-либо картой расширения
- VESA Digital Flat Panel (DFP) — цифровой интерфейс для плоских дисплеев
- VESA Local Bus (VLB) — шина для видеоадаптеров и мультиконтроллеров
- VESA BIOS Extensions (VBE) — расширения для BIOS, использовавшиеся для поддержки дополнительных видеорежимов (более высокие разрешения и глубины цвета)[1]
- VESA Enhanced Video Connector — устаревший стандарт для уменьшения количества кабелей между компьютерами
- Flat Display Mounting Interface (FDMI) — крепления для дисплеев с плоским экраном
- Extended display identification data (EDID) — стандарт формата данных VESA, который передаёт базовую информацию о подключенном мониторе и его возможностях
- VESA Display Power Management Signaling (DPMS) — управление питанием монитора с помощью сигналов. Позволяет опрашивать мониторы о поддерживаемых типах энергосберегающих режимов
- DisplayPort — интерфейс для соединения аудио- и видеоаппаратуры, начальная версия стандарта была принята в 2006 году